# Rohizky
Rohizky (ukr. Рогізки) – wieś na Ukrainie, w obwodzie czernihowskim, w rejonie koriukowskim, w hromadzie Snowśk. W 2001 liczyła 999 mieszkańców, spośród których 971 wskazało jako ojczysty język ukraiński, 21 rosyjski, 1 białoruski, a 6 ormiański.